# Triuridaceae
Die Triuridaceae sind eine Pflanzenfamilie innerhalb der Ordnung der Schraubenbaumartigen (Pandanales). Die annähernd 50 Arten in neun Gattungen sind blattgrünlose, mykoheterotrophe Pflanzen.

## Beschreibung

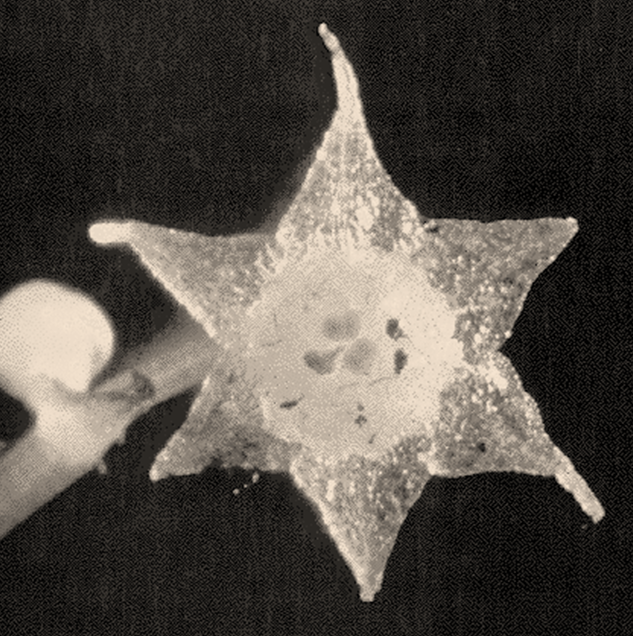
Lacandonia schismatica

### Vegetative Merkmale
Triuridaceae sind zumeist kleine, stets blattgrünlose und unbehaarte mykoheterotrophe, ausdauernde krautige Pflanzen mit stark reduzierten vegetativen Merkmalen und von weißer, gelber oder roter Farbe. Das mit Schuppenblättern versehene Rhizom ist meist kriechend, selten aufrecht. Aus jedem Knoten wachsen in der Regel ein oder zwei fadenförmige, zylindrische Wurzeln, zumeist mit langen, weißen Wurzelhaaren versehen und in der Rinde durchwachsen vom Myzel arbuskulärer Mykorrhizapilze (nachgewiesen sind unter anderem Glomus-Arten). Die Stele der Wurzel ist ein- oder zweistrahlig.
Der aufrecht aus dem Rhizom wachsende Stängel ist meist unverzweigt und zwischen 2 und 30, bei Sciaphila purpurea bis zu 140 Zentimeter hoch. Die ungestielten, dreieckigen bis eiförmigen und einnervigen bis zu acht, gelegentlich bis fünfzehn Laubblätter sind spiralförmig angeordnet.

### Generative Merkmale
Wenige bis zahlreiche Blüten stehen in traubigen Blütenstände zusammen, sie können aber vereinzelt zu Einzelblüten reduziert sein. Tragblätter sind stets vorhanden, zusätzliche Vorblätter nur bei den Seychellaria. Die selbst innerhalb einer Art extreme Variabilität zeigenden Blüten sind fast immer eingeschlechtig, Monözie und Diözie sind in der Familie gleichermaßen zu finden. Die drei bis zehn in ein oder zwei Kreisen stehenden Blütenhüllblätter sind meist weit bis fast an den Blütenstiel aufgebogen und auf der Innenseite behaart oder papillös. An ihrer Spitze finden sich oftmals Haarbüschel, runde Verdickungen oder fadenförmige Auswüchse.
Die ein bis acht Staubblätter sind vielgestaltig, die zahlreichen Fruchtblätter sind unverwachsen. Die runden Pollen sind 15 bis 30 Mikrometer groß, ohne Aperturen und trinukleat.
Die Früchte sind entweder sich entlang eines längslaufenden Schlitzes öffnende Balgfrüchte oder Achänen und enthalten stets nur einen Samen.

## Verbreitung und Habitat
Arten der Triuridaceae finden sich mehrheitlich in den tropischen, vereinzelt in subtropischen Regionen Asiens, des nördlichen Süd- sowie Zentralamerikas sowie in West- und Ostafrika in Höhenlagen von 200 bis 2200 Metern. Diversitätszentrum ist der Malaiische Archipel.
Die Mehrzahl aller Arten lebt in lichtarmen, dichten Wäldern bei tropischen bis subtropischen Bedingungen mit hoher Luftfeuchtigkeit unter Schichten verrottenden Laubs und findet sich an den Ufern von Fließgewässern oder eng benachbart an Bäumen. Einige wenige Arten finden sich auch in zeitweise überschwemmten Wäldern, auf Quarzsand, in Bambusdickichten oder Termitennestern. Sie treten häufig vergesellschaftet mit anderen mykotrophen Pflanzenarten auf.

## Paläobotanik
Fossile Funde von Pollen und Blüten der (ausgestorbenen) Gattungen Mabelia bzw. Nuhliantha von 1998 und 2002 zählen mit ihrem Alter von rund 90 Millionen Jahren zu den ältesten bekannten Fossilien der Einkeimblättrigen überhaupt. Phylogenetische Untersuchungen platzierten die Gattungen in der Tribus der Triurideae und begründen die Annahme, dass auch sie bereits eine mykotrophe Lebensweise besaßen.

## Systematik
Die Familie Triuridaceae wurde durch George Gardner aufgestellt.
Wie bei vielen mykoheterotrophen Pflanzen mit extrem reduzierten Merkmalen ist die taxonomische Geschichte der Familie bewegt. Die Triuridaceae wurden zeitweise in den Verwandtschaftskreis der Alismatales und Liliales gestellt oder auch als eigene Ordnung oder gar Überordnung verstanden. Durch die Angiosperm Phylogeny Group wird die Familie Triuridaceae zur Ordnung Pandanales gestellt.
Die Familie Triuridaceae wird seit 2004 in drei Tribus gegliedert und enthält insgesamt neun Gattungen:
- Tribus Sciaphileae: Sie enthält drei Gattungen:
  - Seychellaria Hemsl.: Fünf Arten in Tansania, Madagaskar und auf den Seychellen.[4]
  - Sciaphila Blume: 37 Arten in den Tropen.[4]
  - Soridium Miers mit einer Art:
    - Soridium spruceanum Miers Zentralamerika bis nördliches Südamerika.[4]

- Tribus Triurideae: Sie enthält vier Gattungen:
  - Lacandonia E.Martínez & Ramos: Zwei Arten im südöstlichen Mexiko und nordöstlichen Brasilien.[4]
  - Peltophyllum Gardner: Zwei Arten in Brasilien, Argentinien und Paraguay.[4]
  - Triuridopsis H.Maas & Maas, zwei Arten:
    - Triuridopsis peruviana H.Maas & Maas
    - Triuridopsis intermedia

  - Triuris L.: Vier Arten vom südöstlichen Mexiko bis Brasilien.[4]

- Tribus Kupeaeae Cheek: 2004 erstbeschrieben, zwei Gattungen mit vier Arten:[3]
  - Kupea Cheek & S.A.Williams: 2004 erstbeschrieben, zwei Arten in Tansania und Kamerun.[4]
  - Kihansia Cheek: 2004 erstbeschrieben, zwei Arten in Tansania und Kamerun.[4]
    - Kihansia lovettii Cheek (Tansania)
    - Kihansia jengiensis Sainge & Kenfack (Kamerun)

## Nachweise
- Hiltje Maas-van de Kamer, Traudel Weustenfeld: Triuridaceae. In: Klaus Kubitzki (Hrsg.): The Families and Genera of Vascular Plants, Volume 3, Berlin 1998, ISBN 3-540-64060-6.
- Peter F. Stevens: Angiosperm Phylogeny Website, Version 7, Mai 2006, letzter Zugriff 23. September 2014, Online

## Weiterführende Literatur
- T. Rübsamen-Weustenfeld: Morphologische, embryologische und systematische Untersuchungen an Triuridaceae, 1991, ISBN 3-510-48011-2.